# Göltzschtals voetbalkampioenschap 1929/30
In 1929/30 werd het negende Göltzschtals voetbalkampioenschap gespeeld, dat georganiseerd werd door de Midden-Duitse voetbalbond. Na dit seizoen werd de competitie ondergebracht in de Gauliga Vogtland. De bond reorganiseerde de competities zodat er minder deelnemers waren in de eindronde. De competitie bleef wel nog twee seizoenen als aparte reeks bestaan en beide kampioenen bekampten elkaar voor het eindrondeticket.
SpVgg Falkenstein werd kampioen en plaatste zich voor de Midden-Duitse eindronde. De club versloeg Viktoria 1913 Lauter en verloor dan van SpVgg Borussia 02 Halle.

## Gauliga
| Plaats | Club                        | Wed. | W  | G | V  | Saldo | Ptn.  |
| ------ | --------------------------- | ---- | -- | - | -- | ----- | ----- |
| 1.     | SpVgg 06 Falkenstein        | 14   | 12 | 1 | 1  | 59:14 | 25:3  |
| 2.     | SV 1912 Grünbach            | 14   | 10 | 2 | 2  | 53:26 | 22:6  |
| 3.     | FC Teutonia 1911 Netzschkau | 14   | 10 | 0 | 4  | 38:29 | 20:8  |
| 4.     | 1. FC 07 Reichenbach        | 14   | 5  | 2 | 7  | 18:27 | 12:16 |
| 5.     | VfB 1906 Auerbach           | 14   | 3  | 5 | 6  | 17:26 | 11:17 |
| 6.     | VfB Lengenfeld 1908         | 14   | 4  | 1 | 9  | 20:38 | 9:19  |
| 7.     | FC Sturm Reichenbach        | 14   | 2  | 3 | 9  | 20:36 | 7:21  |
| 8.     | SV Sturm Rebesgrün          | 14   | 3  | 0 | 11 | 29:58 | 6:22  |

|  | Kampioen, geplaatst voor Midden-Duitse eindronde |
|  | Degradatie                                       |